# Karling

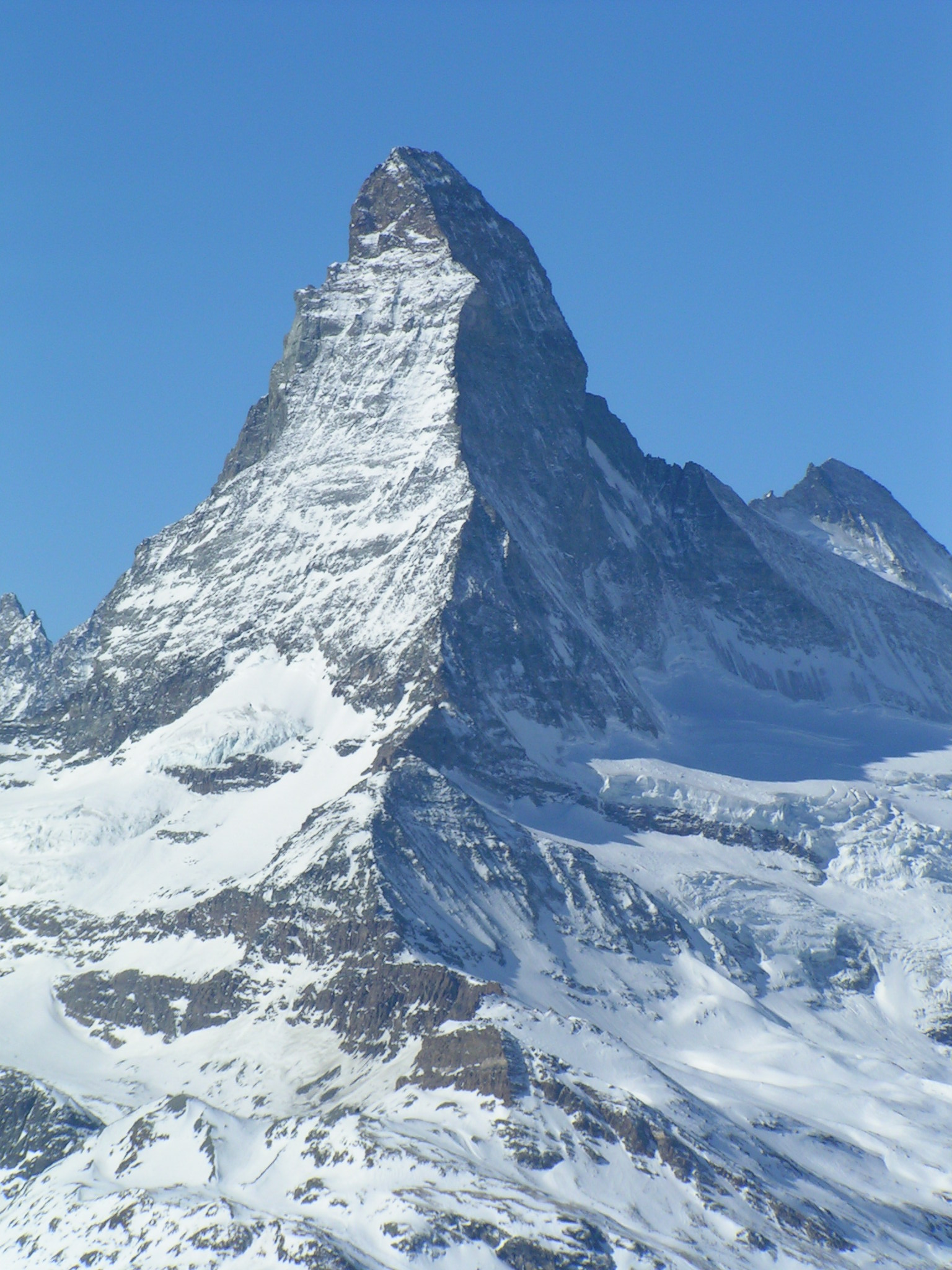
Piramidalny kształt Matterhornu – typowy karling

Karling – szczyt o strzelistym kształcie, wycięty przez wsteczną erozję glacjalną – kary (nazwa z niem. od terminu Kar – cyrk lodowcowy). 
Forma taka powstaje wskutek silnego wcięcia się karów otaczających szczyt w granie łączące ten szczyt z innymi. Dlatego szczyty typu karling cechuje zwykle duża wybitność. Zwykle szczyty takie mają piramidalny kształt o trójkątnej lub czworokątnej podstawie w zależności od liczby otaczających go karów. Doskonałym przykładem karlingu jest Matterhorn w Alpach, w Tatrach przykładem może być Wysoka.